# Palomita (fútbol)
La palomita es una acrobacia usada en el fútbol y sus deportes derivados —el fútbol sala y el fútbol playa—, también llamado remate en plancha, consiste en saltar frontalmente, colocar el cuerpo en posición horizontal, cabecear el balón para despejar o rematar, y bajar los brazos para amortiguar la caída. Previamente, en detención son flexionadas las piernas, mientras que en velocidad, se genera un vuelo vehemente al minimizar la influencia de la gravedad con un impulso lo suficientemente fuerte. Es vista ocasionalmente durante los partidos y es considerado un lujo el realizarla correctamente, más aún cuando es convertido un gol. En España, alude a una parada notable del guardameta con una estirada en el aire.

## Historia

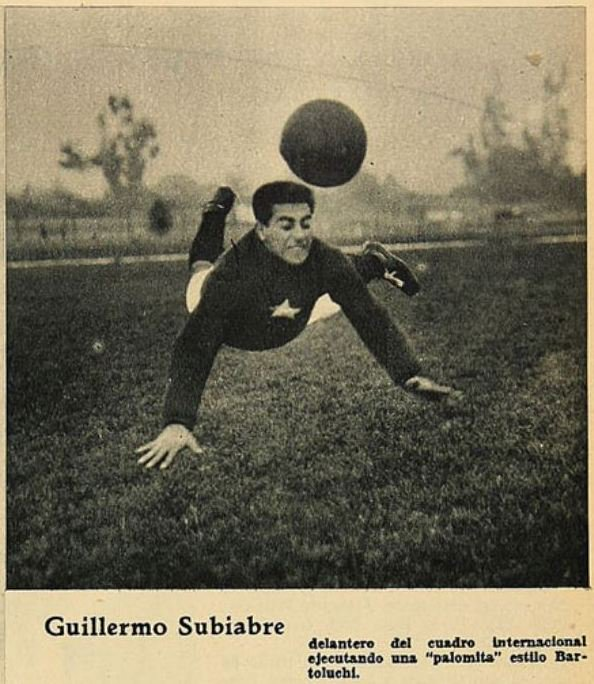
Guillermo Subiabre mostrando la técnica en la revista El Gráfico (1930).

El delantero chileno Guillermo Subiabre se integró a Colo-Colo en 1926, el primer equipo chileno que implantó un régimen profesional y preparaba jugadas. Posiblemente se inspiró por el similar «clavado» de la natación, ya que estuvo en la Armada de Chile, y lo propició ser especialista en el «cabezazo» y formar una dupla con David Arellano, quien utilizaba otro salto como espectáculo y recurso ofensivo: la «chilena». Participó con la selección chilena en el Campeonato Sudamericano de 1926 —actual Copa América— realizado en Santiago (Chile) y la difundió en América y Europa durante la Gira internacional de Colo-Colo en 1927, que finalizó con un partido ante el club Boca Juniors en Buenos Aires (Argentina) el 14 de julio. Al pasar por México, la adoptó el local Felipe Rosas.
Según el periodista uruguayo Diego Lucero en un artículo publicado por el diario argentino Clarín en 1960, el centrocampista argentino Pablo Bartolucci comenzó a ensayarla una tarde mientras estaba bañándose junto con un grupo de amigos en una laguna de Sarandí (Argentina), luego de que uno de ellos, durante un «clavado», le arrojase una pelota que impactó con la cabeza en el aire. Militaba en el club argentino Huracán, se ponía un vendaje como vincha y protección para golpear el balón de tiento, y la bautizó al ser consultado por la prensa asombrada: «Rechacé de "palomita"», respondió por su parecido al vuelo del ave al extender los brazos lateralmente, tras un encuentro entre la selección argentina y el club italiano Bologna en Buenos Aires el 15 de agosto de 1929.
El delantero argentino Aldo Poy marcó el gol conocido como la Palomita de Poy por la Primera División de Argentina en 1971. Otros ejecutores destacados han sido el paraguayo Arsenio Erico, el chileno Elías Figueroa, el mexicano Hugo Sánchez, el colombiano Radamel Falcao y el neerlandés Robin van Persie.